# Manuel de Rivacoba
Manuel de Rivacoba y Rivacoba (Madrid, 9 de setembre de 1925 - Santiago de Xile, 30 de desembre de 2000) va ser un advocat, catedràtic de Dret Penal i polític espanyol.

## Biografia

### Estudis
Va estudiar Dret i Filosofia en la Universitat Central de Madrid, avui Universitat Complutense de Madrid, on es va llicenciar en ambdues carreres amb qualificació excel·lent. Obtingué el Premi Extraordinari de Llicenciatura en Filosofia i Lletres, Secció de Filosofia. Posteriorment realitza el Doctorat a la mateixa Universitat, obtenint el grau de Doctor en Dret, també amb la qualificació d'Excel·lent.
La seva Tesi Doctoral va versar sobre les relacions entre les diverses disposicions legals que regulen l'execució de les disposicions de privació de llibertat en el Dret positiu espanyol (1957), tema molt escassament tractat en aquell temps, i que hauria de quedar desgraciadament inèdit -obra de joventut- a causa de l'excessiu zel de l'autor. Sobre aquest tema va consignar Luis Jiménez de Asúa: «Pocs podran com ell escriure sobre aquest tema amb més coneixement de causa: els seus estudis filosòfics, històrics i jurídics donen a la seva obra una solidesa científica poc comuna, i la seva permanència a les presons espanyoles dota a les seves pàgines de qualitats d'experiència que, si no envejables, són fart valuoses».

### Activitat Política
Durant els seus anys d'estudiant universitari, en concret en 1945, fou membre fundador de la Federació Universitària Escolar (FUE), associació clandestina en l'Espanya de la postguerra. Detingut i empresonat, va ser jutjat en Consell de Guerra i condemnat a 30 anys de reclusió, acusat del delicte de rebel·lió pel règim franquista. Va passar 10 anys a la presó, des de 1947 fins a 1956. Va fugir clandestinament a França per Bera, el 10 de novembre de 1957.
Va ser membre fundador del partit Acció Republicana Democràtica Espanyola (ARDE) a l'exili, l'any 1960. Deu anys després va ser nomenat ministre plenipotenciari, delegat diplomàtic oficiós del Govern de la República espanyola en l'exili a Xile. L'1 de març de 1971 va ser designat ministre sense cartera, en missió a Amèrica del Sud, a l'últim Govern de la República Espanyola en l'exili presidit per Fernando Valera Aparicio, fins a la dissolució de les institucions republicanes, el 21 de juny de 1977.

### Labor Acadèmica
Es va exiliar a Argentina, on va ser catedràtic de Dret Penal en la Facultat de Ciències Jurídiques i Socials de la Universitat Nacional del Litoral (Santa Fe) de 1958 a 1966, fins que va dimitir del seu càrrec arran de la intervenció del Govern de fet del general Juan Carlos Onganía a les universitats argentines. Va treballar posteriorment a la Universitat Nacional de Buenos Aires. Es va traslladar a Xile i l'1 de gener de 1969 va ingressar en la Universitat de Valparaíso. En aquest país va exercir durant llargs anys una notable labor pedagògica. Des de 1992 fins a la seva mort va dirigir el Seminari de Dret penal i Criminologia a l'Escola de Dret de la Universitat de Valparaíso on fou com a Catedràtic de Dret penal.
De tornada a Espanya va estar al capdavant de la Càtedra de Dret Penal de la Facultat de Dret de la Universitat de Còrdova, fins que en 1990 va haver de jubilar-se per edat. Va tornar a Xile, on va assessorar al Consell de Defensa de l'Estat. La presidenta d'aquest organisme, Clara Szczaranski, li va encarregar un informe jurídic sobre l'enjudiciament de l'ex dictador Augusto Pinochet quan els tribunals van aixecar la immunitat parlamentària al general, convertit en senador vitalici; en aquest Informe, va assenyalar al tirà com a autor inductor dels crims que se li imputaven, i no com a mer encobridor, forma en què la presidenta del Consell va sostenir en al·legats davant la Cort Suprema.
Va assessorar diversos Governs llatinoamericans en matèria penal. Per exemple, a través de la comissió assessora del Sernam (Servei Nacional de la Dona, amb categoria de ministeri, de Xile) i de la direcció del programa d'Ilanud per a la preparació de sengles projectes d'un nou Codi Penal i una nova llei d'execució de penes per a Equador. És autor de nombrosos llibres i de centenars d'articles en publicacions especialitzades.
Va morir a Santiago de Xile, el 30 de desembre de 2000. En el seu testament va demanar expressament que no se li fes cap homenatge. Les seves cendres van ser escampades al cementiri de Santiago.